# Halo 3 Original Soundtrack
Halo 3 Original Soundtrack, é a trilha sonora original do jogo.

## Faixas
NotaO texto entre parentêses mostra em que nível do jogo a música é tocada.

### CD 1
1. Arrival (Luck)
2. Sierra 117 (Released)
3. Sierra 117 (Infiltrate)
4. Crow's Nest (Honorable Intentions)
5. Crow's Nest (Last of the Brave)
6. Crow's Nest (Brutes)
7. Tsavo Highway (Out of Shadow)
8. Tsavo Highway (To Kill a Demon)
9. The Storm (This is Our Land)
10. The Storm (This is the Hour)
11. Floodgate (Dread Intrusion)
12. Floodgate (Follow Our Brothers)
13. The Ark (Farthest Outpost)
14. The Ark (Behold a Pale Horse)
15. The Ark (Edge Closer)

### CD 2
1. The Covenant (Three Gates)
2. The Covenant (Black Tower)
3. The Covenant (One Final Effort)
4. The Covenant (Gravemind)
5. Cortana (No More Dead Heroes)
6. Cortana (Keep What You Steal)
7. Halo (Halo Reborn)
8. Halo (Greatest Journey)
9. Ending (Tribute)
10. Ending (Roll Call)
11. Ending (Wake Me When You Need Me)
12. Ending (Legend)

#### Faixas Bônus
1. Bonus Tracks (Choose Wisely)
2. Bonus Tracks (Movement)
3. Bonus Tracks (Never Forget)
4. Bonus Tracks (Finish The Fight)